# Прикаспийский волк
Прикаспийский волк (Canis lupus cubanensis) — так западными биологами называется подвид  серого волка, обитающий на территории между Каспийским и Черным морями. В отечественной науке термин не используется.

## Ареал
От Ставрополья, Астраханской области, через Сев. Кавказ до юга Дагестана.
Границы ареалов непостоянны, в местах интерградации с другими подвидами в периоды спада численности, часто наблюдаются смешанные пары.
В связи с этим прикаспийский волк как подвид многими не признается.

## Размер
Прикаспийский волк заметно мельче северных рас. Отличается более грязноватой и тусклой окраской меха.

## Питание
Волки, обитающие в прикаспийских степях, всю свою историю были чисто «сухопутными» животными и даже не помышляли об охоте на морского зверя. Когда люди стали добывать тюленя, серые хищники поначалу подбирали остававшиеся тюленьи туши и, наверное, почувствовали вкус к тюленятине. И вот произошло удивительное: волки перешли на ловлю живых тюленей, причем выработали достаточно сложный способ охоты.
Зимой, когда северные акватории Каспийского моря сковывает ледовый «припай», порой можно увидеть, как стая этих хищников с берега уходит в прибрежные льды в поисках каспийской нерпы.
На гладком, открытом льду звери не таясь идут «след в след», особенно не интересуясь окружающим: ведь их видно издалека, так что на добычу рассчитывать не приходится. Но при подходе к торосистым льдам, где обычно и залегают тюлени, хищники рассыпаются «веером». Каждый из них в одиночку осторожно крадется между глыбами в надежде обнаружить нерпу, опрометчиво удалившуюся от своей лунки. Тогда зверь из-за укрытия бросается на жертву, не давая тюленю уйти в воду, и громким подвыванием зовет сотоварищей — участь нерпы решена.